# 嘉諾撒培德書院

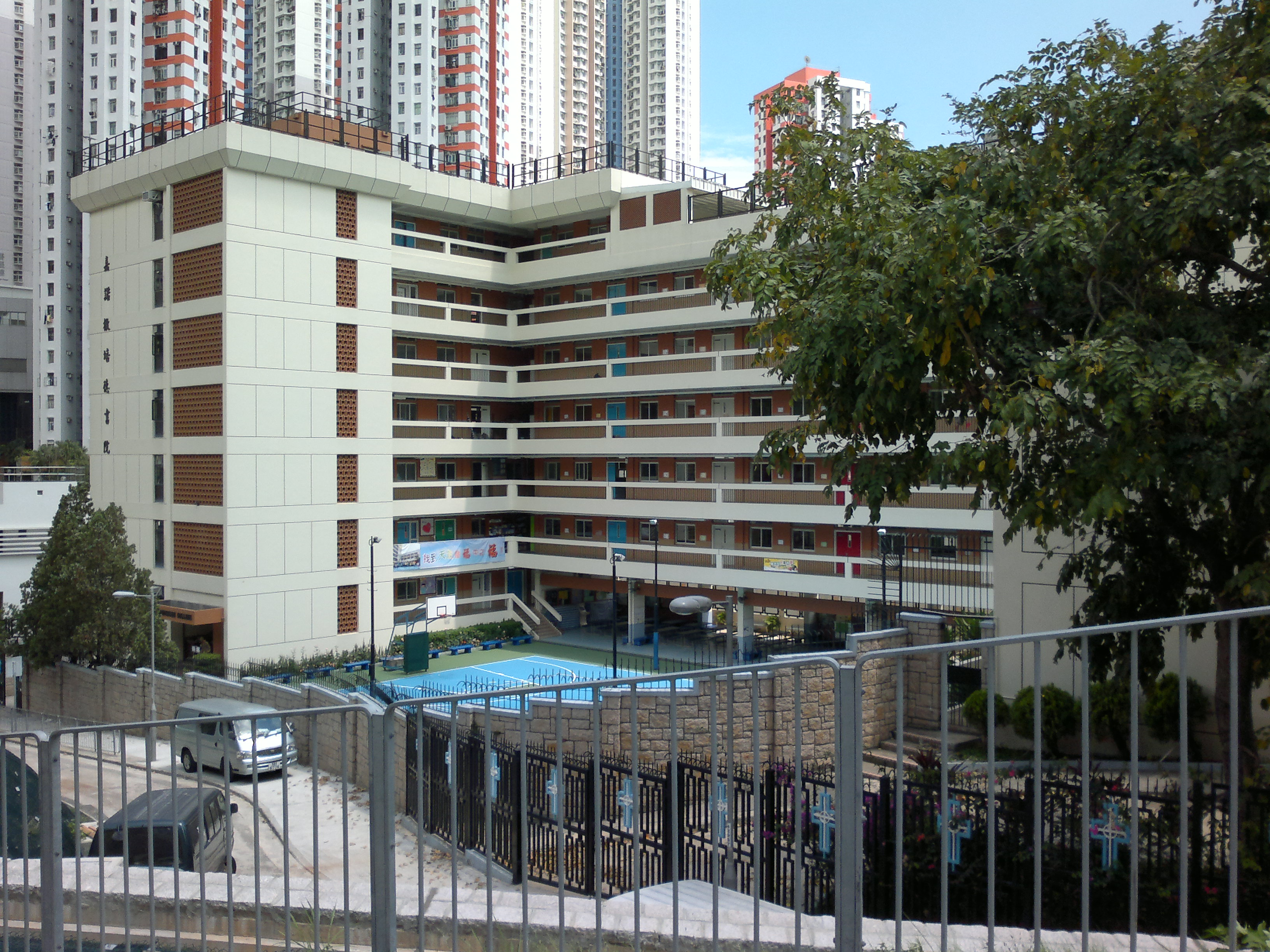
嘉諾撒培德書院側面

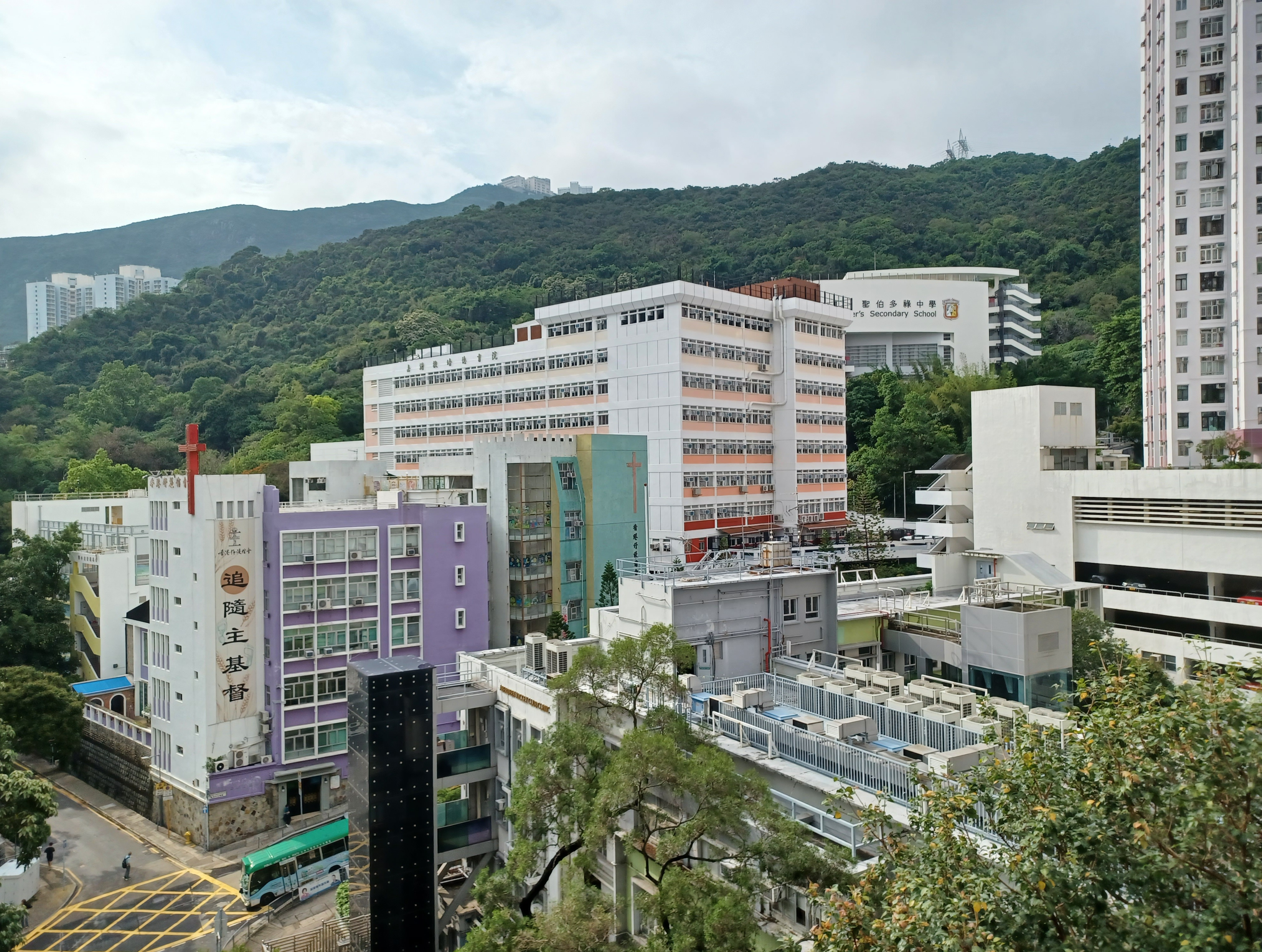
漁暉苑望向嘉諾撒培德書院

嘉諾撒培德書院（英語：Pui Tak Canossian College），是由意大利嘉諾撒仁愛女修會創辦，為一 Band 2 香港天主教女子中學，創辦於1975年9月，是南區第一所文法女子中學。位於香港島南區的香港仔貝璐道200號。

## 辦學宗旨
嘉諾撒培德書院是天主教嘉諾撒仁愛女修會屬下的政府資助女子中學，致力服務南區女青少年，培育學生品德，令使自發向善、自愛自律、自我挑戰，並勇於承擔責任。期望學生憑藉基督信仰的光照，在良好的學習環境中，在師長的愛護關懷下，透過實踐，秉持會祖瑪大肋納嘉諾撒「立己立人，愛主愛世」的精神，敦品勵學，充實人生、貢獻社會。

## 校訓
「立己立人，愛主愛世」

## 歷史
嘉諾撒培德書院於1897年開辦，為南區第一所文法女子中學。1960年代，嘉諾撒會修女向政府有關部門提出在香港仔設立女子中學的申請，並於1969年與其餘3所中學，包括黃竹坑新會商會中學、薄扶林道近寶翠園附近之東莞中學以及嘉諾撒聖心書院，獲政府納入建校計劃當中。1973年嘉諾撒會獲劃地建校。
1975年9月，嘉諾撒培德書院正式創辦，並於1976年11月26日 ，由胡振中主教和教育司陶建先生主持祝聖及開幕典禮。

## 歷任校長
學校自創辦以來，先後由4位校長領導。
- 1975年-1984年：凌蕙彤修女
- 1984年-1991年：葉致知修女
- 1991年-2013年：陳張怡玲女士
- 2013年-：鄺黃少玲女士

## 著名校友
- 顧寶珊：香港註冊中醫師，亦古坊創辦人。
- Isisip : 香港作曲家，作詞家。
- 陳淑貞：帝苑酒店行政總裁。
- 馬詩慧：著名模特兒，曾經獲得香江十大名模的獎項，現為名人王敏德之妻子。
- 張玉珊：前藝人，退出娛樂圈後創辦修身堂控股有限公司，現任修身堂控股有限公司的主席，香港最年輕的上市公司主席。
- 鍾舒漫：「2005英皇新秀歌唱大賽」 (金咪大獎) 冠軍得主，前英皇娛樂集團有限公司 (MusicPlus 音樂家唱片) 旗下藝人。
- 鍾舒祺：香港女歌手
- 譚小環：1994年香港小姐冠軍，前香港電視廣播有限公司藝人，企業家。
- 陳庭欣：2010年香港小姐冠軍，香港電視廣播有限公司旗下藝人。
- 施匡翹：香港女歌手
- 吳詠珊：前亞洲電視新聞記者，現任民政事務總署。
- 阮瑋楹：畢業於香港演藝學院戲劇學院，現為自由身舞台演員及戲劇導師。
- 麥劉慧敏：深水埗區副指揮官。
- 陳安琪醫生：瑪麗醫院病理及臨床化學部顧問醫生。
- 周雪欣醫生：九龍醫院精神科顧問醫生。
- 陳韻怡博士：現職香港中文大學醫學院兒科副教授，香港中文大學-荷蘭烏特勒支大學醫學院呼吸道病毒感染聯合研究實驗室聯合主任及香港中文大學卓越兒童健康研究所副主任。
- 陳欣兒：前南區區議員

## 大型活動
救世軍定向慈善盃
點滴是生命揹水一戰（每年3月）

## 外部連結
- 嘉諾撒培德書院（页面存档备份，存于）

## 姊妹學校
- 嘉諾撒聖心書院
- 嘉諾撒聖方濟各書院
- 嘉諾撒聖瑪利書院
- 嘉諾撒書院
- 嘉諾撒聖家書院
- 嘉諾撒培德學校

1. ↑  . 華僑日報. 1969-11-30: 14  [2023-10-15]. （原始内容存档于2024-04-01）.